# بروسلي

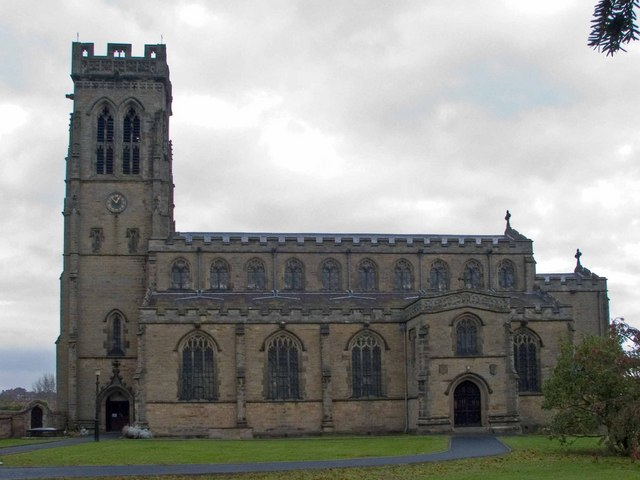
مدينة بروسلي

بروسلي (بالإنجليزية: Broseley) هي مدينة صغيرة في شروبشاير، انكلترا التي يبلغ عدد سكانها 4,912 (إحصاء عام 2001). ويتدفق نهر سيفيرن من شمال وشرق المدينة. بروسلي لديها مجلس مدني وهو جزء من المنطقة التي يسيطر عليها مجلس شروبشاير. تم بناء أول جسر حديدي في العالم في عام 1779 لربط بروسلي مع كولبروكديل ومادلي. أدى هذا إلى تطوير وادي آيرونبريدج، الذي أصبح الآن جزءا من مواقع التراث العالمي.

## أعلام
- هيرميون باديلي
- لوروا واتسون